# Date Tadamune
Date Tadamune (伊達忠宗 (Y Đạt Trung Tông)  23 tháng 1, 1600 – 10 tháng 8, 1658) là daimyō đời thứ 2 của Phiên Sendai thuộc xứ Tōhoku dưới thời Edo trong lịch sử Nhật Bản.

## Tiểu sử
Tadamune chào đời vào năm Khánh Trường thứ 12 (1600), có tên khai sinh là Torakikumaru (虎菊丸 / Hổ Cúc Hoàn) sau đổi là Sōjirō (総次郎 / Tổng Thứ Lang), là con trai thứ 2 của Date Masamune, daimyō đời thứ nhất của Sendai. Mặc dù là con thứ 2 song Tadamune vẫn vượt lên trên anh trai mình Date Hidemune để được chọn làm Thế tử, vì mẹ ông là chính thất của Masamune, trong khi Hidemune chỉ là con vợ lẽ. Năm lên 7, ông được hứa hôn với Ichi-hime, con gái thứ 5 của Mạc chúa Tokugawa Ieyasu; tuy nhiên, vị hôn thê đã chết chỉ sau đó 
3 năm, và ông lại được hứa hôn lần nữa với con gái của Ikeda Terumasa, và cũng là cháu ngoại của Ieyasu. Năm 1611, Chinh di Đại tướng quân Tokugawa Hidetada đích thân tổ chức nghi lễ trưởng thành (genpuku) cho Tadamune, và ban cho ông chức danh Mimasaka-no-kami, và quan chức Chính ngũ vị hạ đại thần. Ông cũng được phép nhận họ giống với gia đình Tướng quân là Matsudaira như một vinh dự.
Trong Cuộc vây hãm Osaka, ông cùng cha tham chiến đứng về phe Tokugawa Ieyasu, và theo lệnh của Ieyasu, Date Hidemune được thành lập một nhánh độc lập của gia tộc Date tại Uwajima ở Shikoku với lãnh địa 100.000 koku, trong khi Date Tadamune tiếp tục sẽ là người kế tục cho dòng chính của nhà Date.
Tadamune được thăng lên hàm Chính Tứ vị hạ năm 1616. Năm 1624, tước hiệu của ông được đổi sang Echizen-no-kami, và đổi lần cuối năm 1626 là Sakonoe-gon-shōshō.
Sau cái chết của phụ thân vào tháng 6 năm 1636, ông lên nối ngôi daimyō đời thứ 2, và chuyển tới Lâu đài Aoba ở Sendai vào tháng 8. Ông ngay lập tức nắm quyền kiểm soát lãnh địa bằng cách thay thế hai trong số sáu bugyō, và thiết lập lại một hệ thống thẩm phán và thanh tra nhiều người để giám sát nhiều hơn và loại bỏ tham nhũng và cai trị độc đoán. Ông đã theo dõi điều này vào năm sau bằng cách xuất bản một bộ quy tắc và quy định mới cho tên miền. Năm 1639, tước hiệu lịch sự của ông được đổi thành Mutsu-no-kami.
Về mặt tài chính, từ năm 1640 đến năm 1643, ông đã ra lệnh khảo sát lại toàn bộ lãnh địa, và thống nhất dùng các đơn vị đo lường phù hợp với các tiêu chuẩn toàn quốc được sử dụng bởi Mạc phủ Tokugawa. Điều này đi kèm với cải cách ruộng đất quy mô lớn. Tadamune cũng thiết lập một hệ thống mà theo đó chính quyền mua tất cả gạo được sản xuất trong lãnh địa và bán lại ở Edo, trả tiền trước cho nông dân. Điều này khuyến khích việc canh tác và sản xuất lúa gạo ở các địa phương.
Trong thời gian cai trị của Tadamune, lâu đài Sendai đã được hoàn thành, và ông đã tài trợ cho việc xây dựng nhiều ngôi đền và đền thờ, bao gồm Zuihōden năm 1637 và Sendai Tōshōgū năm 1654.
Sau cái chết của Tadamune vào ngày 12 tháng 7 năm 1658, một trong số những thuộc hạ cao cấp của ông, Furuuchi Shigehiro, đã tự sát tuẫn chủ. Ngôi chúa vùng Sendai và ngôi thủ lĩnh dòng họ Date. được truyền cho Công tử thứ 6 làDate Tsunamune.

## Gia quyến
- Cha: Date Masamune (1567 - 1636)
- Mẹ: Megohime (1568 - 1653)

Biểu tượng (mon) của gia tộc Date

- Chính thất: Furihime (1607–1659), con gái của Ikeda Terumasa và được nhận nuôi bởi Tokugawa Hidetada; sau lấy hiệu là Kōshōin (孝勝院 / Hiếu Thắng viện)
- Vợ lẽ
  - Fusu, con gái của Mitamura Matauemon; sau lấy hiệu là Shōunin (祥雲院 / Tường Vân viện).
  - Zuishōin (瑞昌院 / Thụy Xương viện), con gái của Nagata Tadashige
  - Kaihime (1624 – 1642, con gái nuôi của Kushige Takachika; còn được gọi là Tokushōin (得生院 / Đắc Sinh viện)
  - Take, con gái của Yamato Tosa; sau lấy hiệu là Keiunin (慶雲院 / Khánh Vân viện)
- Con trai

1. Công tử trưởng: Torachiyo (虎千代丸 / Hồ Thiên Đại Hoàn, 1624 – 1630), mẹ là Furihime.
2. Công tử thứ 2: Date Mitsumune (伊達光宗 / Y Đạt Quang Tông, 1627 – 1645), mẹ là Furihime. Là Thế tử của nhà Date, song mất sớm
3. Công tử thứ 3: Tamura Muneyoshi (田村宗良 / Y Đạt Tông Lương, 1637-1678), daimyō xứ Iwanuma. Mẹ là Shōunin.
4. Công tử thứ 4: Date Gorokichi (伊達五郎吉 / Y Đạt Ngũ Lang Cát, 1638 – 1644), được nhận nuôi bởi Shiroishi Munesada của gia tộc Tome-Date. Mẹ là Zuishōin.
5. Công tử thứ 5: Date Munetomo (伊達宗倫 / Y Đạt Tông Luân, 1640 – 1670), được nhận làm người thừa kế của nhà Tome-Date bởi anh trai Date Gorokichi. Mẹ là Zuishōin.
6. Công tử thứ 6: Date Tsunamune (伊達綱宗 / Y Đạt Cương Tông, 1640 - 1711), người kế nhiệm chức daimyō của vùng Sendai. Mẹ là Kaihime.
7. Công tử thứ 7: Date Munenori (伊達宗規 / Y Đạt Tông Quy, 1643 – 1685), được nhận nuôi bởi Date Kunitaka của gia tộc Iwaya-Date. Mẹ là Shōunin.
8. Công tử thứ 8: Date Munefusa (伊達宗房 / Y Đạt Tông Phòng, 1646 – 1686), nhận nuôi bởi gia tộc Miyatoko-Date; là cha của Date Yoshimura, daimyo đời thứ 5.
9. Công tử thứ 9: Īzaka Muneakira (飯坂宗章 / Phạn Phản Tông Chương, 1648 – 1663), nhận nuôi bởi nhà Izaka.

- Con gái

1. Công nữ trưởng: Nabehime (鍋姫 / Oa Cơ, 1623 – 1680), được Tokugawa Hidetada nhận làm nghĩa nữ. Kết hôn với Tachibana Tadashige, daimyō xứ Yanagawa. Mẹ là Furihime.